# Mike Joyce (músico)
Mike Joyce (Mánchester, Inglaterra, 1 de junio de 1963) es un baterista inglés, conocido por haber integrado la banda de rock alternativo The Smiths, aunque también formó parte de manera más temporal de otras bandas inglesas como Public Image Ltd. y Buzzcocks.

## Biografía
Su primera banda fue un grupo punk llamado The Hoax, que durante 1979 y 1980 tocó conciertos por Mánchester, y lanzó dos sencillos, "Only The Blind Can See In The Dark" y "So What". De 1980 a 1981, integró una banda irlandesa llamada Victim.
En 1982, se une a The Smiths, con la que gana popularidad. Permaneció de principio a fin en la banda, hasta su separación en 1987.
De 1990 a 1991, integra Buzzcocks, invitado por su entonces bajista Steve Garvey, reemplazando su clásico baterista John Maher. Joyce admiraba a Buzzcocks, pero sale y Maher regresa y toma su lugar.
En 1992, toca temporalmente con Julian Cope.
En 1993, se integra a Public Image Ltd., tocando para su último tour, antes de su separación.